# أحمد الجبر
أحمد جبر كاظم عافت الشمري (1965-) صحفي كويتي ومالك جريدة عالم اليوم الكويتية السابقة (2007 - 2014).

## قضية سحب الجنسية
في منتصف عام 2014 سحبت الحكومة الكويتية جنسيته الكويتية و فقد على أثرها المواطنة هو وأبنائه و جميع إمتيازاتها، وما زالت القضية في المحاكم الكويتية لمحاولة إسترجاع الجنسية له ولعائلته، ومن ضمن من شملهم قرار سحب الجنسية هم الداعية الإسلامي نبيل العوضي والمتحدث باسم كتلة العمل الشعبي سعد العجمي وعضو مجلس الأمة الكويتي السابق عبد الله البرغش، وهو القرار الذي أدانته منظمات حقوقية. وفي 6 مارس 2017 فوّض أمير الكويت الشيخ صباح الأحمد رئيس مجلس الأمة ورئيس مجلس الوزراء، ببحث ملف إعادة الجنسية لمن شملهم قرار السحب في 2014.
في 28 نوفمبر 2023، أصدرت الحكومة الكويتية قرارًا بإعادة الجنسية له، وأعلن أحمد الجبر عن عودة جنسيته الكويتية قائلاً «ولدت كويتيا والحمد لله سأموت كويتيا».